# ایزمنی
ایزمنی (به مجاری: Izmény) یک شهرداری در مجارستان است که در ناحیه بونیهاد واقع شده‌است. ایزمنی ۱۳٫۷ کیلومتر مربع مساحت و ۵۱۹ نفر جمعیت دارد.